# Match de football Espagne – France (2006)
Le match de football Espagne - France de 2006 est le match de football qui oppose l'équipe de France à l'équipe d'Espagne lors du dernier huitième de finale de la Coupe du monde de football de 2006. Le match est remporté par l'équipe de France sur le score final de 3 à 1.
Ce match, tant dans son intensité que dans ses enseignements, constitue une référence importante dans l'histoire du football, et fait partie des matches les plus mythiques de l'Équipe de France.

## Contexte avant le match
Pour son huitième de finale, l'équipe de France retrouve l'Espagne, le 27 juin à Hanovre. Il flotte un air de revanche, les Espagnols ayant encore en tête leur élimination en quart de finale de l'Euro 2000. De plus, ce match pourrait être le dernier de Zinédine Zidane en cas de défaite française, lui qui avait annoncé raccrocher les crampons après la Coupe du monde, ce que ne manque pas de rappeler une presse espagnole très confiante. Marca titre en effet : « Vamos a jubilar a Zidane » (« Nous allons mettre Zidane à la retraite »).
À cela s'ajoute l'arrivée d'une jeune génération dorée espagnole, laquelle est promise à un brillant avenir, qui a impressionné jusqu'à ce stade de la compétition après des qualifications de haute volée. Du côté français, c'est tout le contraire : une équipe vieillissante (30 ans de moyenne d'âge), une qualification pour la Coupe du monde laborieuse, une qualification au forceps sur le dernier match en phase de poules, même si les vétérans français restent incontestablement des joueurs de grand talent avec un palmarès vertigineux.
L'Espagne apparait donc très clairement comme le favori de cette rencontre.

## Déroulement du match
Le début de match est plutôt à l'avantage des Espagnols, qui dominent, sans toutefois se procurer d'occasion franche, face à des Français certes moins possesseurs mais plus tranchants sur leurs quelques occasions de début de match. Les Espagnols parviennent cependant à ouvrir le score sur pénalty à la 28e minute, à la suite d'une faute commise par Lilian Thuram, le pénalty étant transformé par David Villa. Mais petit à petit, l'équipe de France impose son physique, notamment en milieu de terrain, et contrarie l'équipe d'Espagne. Juste avant la mi-temps, une passe en profondeur envoie Franck Ribéry défier Iker Casillas qu'il efface d'un dribble, lui permettant de marquer dans le but vide. La première mi-temps laisse ainsi le sentiment que le favori espagnol n'est peut-être pas en aussi bonne posture qu'imaginé.
Sentiment qui se confirmera, voir s'accentuera à la reprise : rapidement, la seconde mi-temps tombe à l'avantage complet des Français qui contrôlent le match à l'expérience, face à des Espagnols qui ne voient plus le jour en attaque. Ne résistant pas au pressing étouffant des Bleus, Carles Puyol concède un coup franc à la 82e minute après une faute grossière et inutile sur Thierry Henry. Zinédine Zidane se charge de le tirer, centre au second poteau, que Vieira reprend victorieusement de la tête. La France prend l'avantage à quelques minutes de la fin du match. Les Espagnols sont déstabilisés par ce coup de massue, dans le temps additionnel, un ballon perdu au milieu de terrain se transforme en contre français. Sidney Govou combine avec Sylvain Wiltord, qui trouve Zidane dans la profondeur. Le capitaine français élimine Puyol d'un crochet, frappe et marque son 29e but en sélection, portant ainsi le coup de grâce à une Roja un peu présomptueuse et grandement naïve, qui a peut-être cru trop vite à sa gloire. Le match se conclut par un score de 3-1 en faveur des Bleus, un score qui paraitra presque léger au vu de la seconde mi-temps. La montée en puissance des Français tout au long du tournoi rassure le pays entier, si bien que certains commencent peut-être même à imaginer, 8 ans après 1998, un nouveau sacre des Bleus.

## Feuille de match
| Match 56                                         | Espagne                | 1 - 3   | France                                 | HDI-Arena, Hanovre                               |                                                  |
| 27 juin 2006 · 21h00 · Historique des rencontres | David Villa 28e (pen.) | (1 - 1) | 41e Ribéry · 83e Vieira · 90+2e Zidane | Spectateurs : 43 000 Arbitrage : Roberto Rosetti | Spectateurs : 43 000 Arbitrage : Roberto Rosetti |
| 27 juin 2006 · 21h00 · Historique des rencontres | Puyol 82e              | Rapport | 68e Vieira · 87e Ribéry · 90+1e Zidane | Spectateurs : 43 000 Arbitrage : Roberto Rosetti | Spectateurs : 43 000 Arbitrage : Roberto Rosetti |

| Espagne | France |

| ESPAGNE :       |    |                 |     |     |
|                 |    |                 |     |     |
| GB              | 01 | Iker Casillas   |     |     |
| ArD             | 15 | Sergio Ramos    |     |     |
| ArC             | 22 | Pablo Ibáñez    |     |     |
| ArC             | 05 | Carles Puyol    | 82e |     |
| ArG             | 03 | Mariano Pernía  |     |     |
| MDf             | 18 | Cesc Fàbregas   |     |     |
| MDf             | 08 | Xavi            |     | 72e |
| MDf             | 14 | Xabi Alonso     |     |     |
| AtD             | 21 | David Villa     |     | 54e |
| AtG             | 09 | Fernando Torres |     |     |
| AC              | 07 | Raúl            |     | 54e |
| Remplacements : |    |                 |     |     |
| AC              | 11 | Luis García     |     | 54e |
| MOf             | 17 | Joaquín         |     | 54e |
| MOf             | 16 | Marcos Senna    |     | 72e |
| Sélectionneur : |    |                 |     |     |
| Luis Aragonés   |    |                 |     |     |

| FRANCE :         |    |                 |       |     |
|                  |    |                 |       |     |
| GB               | 16 | Fabien Barthez  |       |     |
| ArD              | 19 | Willy Sagnol    |       |     |
| ArC              | 15 | Lilian Thuram   |       |     |
| ArC              | 05 | William Gallas  |       |     |
| ArG              | 03 | Éric Abidal     |       |     |
| MDf              | 04 | Patrick Vieira  | 68e   |     |
| MDf              | 06 | Claude Makélélé |       |     |
| AiD              | 22 | Franck Ribéry   | 87e   |     |
| MJ               | 10 | Zinédine Zidane | 90+1e |     |
| AiG              | 07 | Florent Malouda |       | 74e |
| AC               | 12 | Thierry Henry   |       | 88e |
| Remplacements :  |    |                 |       |     |
| AC               | 9  | Sidney Govou    |       | 74e |
| AC               | 11 | Sylvain Wiltord |       | 88e |
| Sélectionneur :  |    |                 |       |     |
| Raymond Domenech |    |                 |       |     |

| Assistants : Cristiano Copelli Alessandro Stagnoli Quatrième arbitre : Markus Merk Cinquième arbitre : Christian Schräer Homme du match : Patrick Vieira |

## Conséquences et réactions
Le lendemain du match, on pouvait lire dans les colonnes de Marca à propos de Zidane les mots suivants : « Il a donné le coup de grâce, et on peut presque dire que c'est une belle mort. ».
Selon un sondage effectué par France Football en 2016, le match Espagne - France de 2006 est considéré comme le 5e match ayant donné le plus de frissons durant les 30 dernières années.
Onze Mondial dit de ce match en 2014 : « Ce succès est depuis resté dans les mémoires. Il symbolise la renaissance d'une équipe, une cohésion retrouvée au sein d'un effectif décrié. ».
Après le quart de finale contre le Brésil qui voit Zidane faire l'un des matchs les plus aboutis sous le maillot bleu, le gardien de but et remplaçant Mickaël Landreau déclare : « [Zidane] a été exceptionnel. Le match contre l'Espagne a sans doute été un déclic important. »
Pour l'Espagne, l'élimination précoce de sa génération dorée a constitué une immense déception, alors que jamais la foi en la victoire finale n'avait été aussi forte. Toutefois, cette défaite a servi de leçon de football, mais aussi d'humilité aux Espagnols, puisqu'ils réussiront un triplé historique de 2008 à 2012 : deux euros et une coupe du monde.
Ce match a montré également comment l'expérience de joueurs en fin de carrière pouvait parfois réussir à prendre le dessus sur une jeunesse, si talentueuse soit-elle.